# Warren (Ohio)
Warren és una població dels Estats Units a l'estat d'Ohio. Segons el cens del 2005 tenia 45.796 habitants.

## Demografia
Segons el cens del 2000, Warren tenia 46.832 habitants, 19.288 habitatges, i 12.035 famílies. La densitat de població era de 1.124,5 habitants per km².
Dels 19.288 habitatges en un 29,5% hi vivien nens de menys de 18 anys, en un 38,4% hi vivien parelles casades, en un 19,4% dones solteres, i en un 37,6% no eren unitats familiars. En el 32,9% dels habitatges hi vivien persones soles el 13,7% de les quals corresponia a persones de 65 anys o més que vivien soles. El nombre mitjà de persones vivint en cada habitatge era de 2,37 i el nombre mitjà de persones que vivien en cada família era de 3,01.
Per edats la població es repartia de la següent manera: un 26,3% tenia menys de 18 anys, un 8,6% entre 18 i 24, un 27,3% entre 25 i 44, un 21% de 45 a 60 i un 16,8% 65 anys o més.
L'edat mediana era de 36 anys. Per cada 100 dones de 18 o més anys hi havia 81,9 homes.
La renda mediana per habitatge era de 30.147 $ i la renda mediana per família de 36.158 $. Els homes tenien una renda mediana de 32.317 $ mentre que les dones 23.790 $. La renda per capita de la població era de 16.808 $. Aproximadament el 16,2% de les famílies i el 19,4% de la població estaven per davall del llindar de pobresa.

## Nadius il·lustres
- William Henry Dana, (1846-1916) Músic i musicògraf.

## Poblacions més properes
El següent diagrama mostra les poblacions més properes.